# Jonathan Paredes (plongeon)
Pour les articles homonymes, voir Paredes.
Jonathan Paredes Bernal (né le 14 août 1989 à Mexico) est un plongeur mexicain, spécialiste du très haut-vol (27 m).

## Biographie
Il remporte la médaille de bronze lors des Championnats du monde de 2013 à Barcelone, derrière Orlando Duque et Gary Hunt.
Il remporte la médaille d'or lors des Championnats du monde de 2017 à Lago Ranco au Chili, devant Michal Navratil et Alessandro de Rose.